# Altham
Altham es un pueblo y la única parroquia civil del distrito de Hyndburn, en el condado de Lancashire (Inglaterra).

## Geografía
Según la Oficina Nacional de Estadística británica, Altham tiene una superficie de 5,68 km².

## Demografía
Según el censo de 2001, Altham tenía 897 habitantes (52,06% varones, 47,94% mujeres) y una densidad de población de 157,92 hab/km². El 24,3% eran menores de 16 años, el 71,24% tenían entre 16 y 74 y el 4,46% eran mayores de 74. La media de edad era de 34,87 años. Del total de habitantes con 16 o más años, el 31,22% estaban solteros, el 55,08% casados y el 13,7% divorciados o viudos.
El 97,55% de los habitantes eran originarios del Reino Unido. El resto de países europeos englobaban al 1,78% de la población, mientras que el 0,67% había nacido en cualquier otro lugar. Según su grupo étnico, el 99,66% eran blancos y el 0,34% asiáticos. El cristianismo era profesado por el 83,17%, el islam por el 0,33% y cualquier otra religión, salvo el budismo, el hinduismo, el judaísmo y el sijismo, por el 0,33%. El 11,59% no eran religiosos y el 4,57% no marcaron ninguna opción en el censo.
Había 19 hogares sin ocupar y 328 con residentes, de los cuales el 22,26% estaban habitados por una sola persona, el 6,71% por padres solteros, el 23,48% por parejas sin hijos, el 29,57% por parejas con hijos dependientes y el 8,23% con hijos independientes, el 4,88% por jubilados y el 4,88% por otro tipo de composición. 469 habitantes eran económicamente activos, 454 de ellos (96,8%) empleados y 15 (3,2%) desempleados.